# Maggie Feng
Maggie Feng (ur. 11 lipca 2000) – amerykańska szachistka, mistrzyni międzynarodowa od 2018 roku.

## Kariera szachowa
W 2016 roku wygrała w mistrzostwach Stanów Zjednoczonych w szkołach gimnazjalnych (K–9), zdobywając 6,5 punktów. Brała udział w mistrzostwach Stanów Zjednoczonych kobiet w szachach w latach 2017, 2018 i 2019.
Najwyższy ranking w dotychczasowej karierze osiągnęła 1 lipca 2017 roku, z wynikiem 2304 punktów.